# Аллегейни (река)
Аллеге́йни (Аллегани; англ. Allegheny River) — река в Северной Америке, исток реки Огайо. Длина реки — 516 км, площадь бассейна — 30 300 км². Средний расход воды — 559 м³/с.
Аллегейни начинается в округе Поттер штата Пенсильвания (США), в горах Аппалачи (Аллеганское плато), на высоте 410 метров, вблизи озера Жин и Сускеганны; она поворачивает сначала к северо-востоку на территорию штата Нью-Йорк, где она принимает Гриет-Валли-Эрик и касается города Олеан; затем, изгибаясь к юго-западу, возвращается в Пенсильванию и при Питтсбурге соединяется с Мононгахилой, которой она уступает по ширине, но превосходит её по количеству воды и быстроте течения; обе реки вместе образуют здесь широкую, в 540 м, реку Огайо (Огио).
На протяжении 416 километров, до Олеана, Аллегейни судоходна для лодок, на протяжении 320 км — для небольших пароходов.
Канал, ведущий от Олеана до канала Эри, поддерживает важное сообщение Аллегейни с озером Онтарио, Гудзоновой рекой и Нью-Йорком.
Важнейшие города по берегам Аллегейни: Олеан, Уоррен, Ойл-Сити, Франклин, Нью-Кенсингтон и Питтсбург.

## Мосты
- Мост Форт-Дюкесн[англ.]. Построен в 1963 году, но открыт лишь в 1969 году. Стоимость строительства составила 5 миллионов долларов в ценах 1962 года[6] (более 39 миллионов долларов в ценах 2016 года[7]). В связи с волокитой в открытии и довольно высокой стоимостью получил прозвище «мост в никуда».